# Wisteria brachybotrys
Espèce
Wisteria brachybotrys est une espèce de plantes à fleurs dicotylédones de la famille des Fabaceae (Légumineuses), sous-famille des Faboideae, originaire d'Extrême-Orient (Chine, Japon).
Ce sont des plantes grimpantes dont les tiges sarmenteuses peuvent atteindre 20 mètres de long. L'espèce est cultivée comme plante ornementale pour leur floraison odorante.

## Étymologie
L'épithète spécifique, brachybotrys, est composé de deux racines grecques, βραχύς (brakhús), « court », et βότρυς (botrys), « grappe (de raisin) ».  brachybotrys, signifiant « grappe courte » fait probablement référence à l'inflorescence.

## Taxinomie

### Synonymes
Selon The Plant List (4 mai 2019) :
- Kraunhia brachybotrys (Siebold & Zucc.) Greene
- Kraunhia floribunda var. brachybotrys (Siebold & Zucc.) Makino
- Kraunhia sinensis var. brachybotrys (Siebold & Zucc.) Makino
- Wisteria brachybotrys var. alba W.S.Miller
- Wisteria brachybotrys W. T. Mill.[3]
- Wisteria venusta Rehder & E. H. Wilson[3]

### Liste des variétés
Selon Tropicos (4 mai 2019) :
- Wisteria brachybotrys var. alba W. Mill.